# Claude Lauriol
Pour les articles homonymes, voir Lauriol.
Claude Lauriol, né le 11 mars 1932 à Nîmes, est un universitaire français spécialiste de l’homme de lettres Laurent Angliviel de La Beaumelle, de Voltaire et du protestantisme du XVIIIe siècle en France.

## Biographie
Claude Lauriol est élève au lycée Alphonse-Daudet de Nîmes (1942-1946), puis au lycée Louis-le-Grand à Paris jusqu'à la khâgne (1947-1953) – son père Élie Lauriol étant devenu en 1946 pasteur de l’Oratoire du Louvre. En 1955, il obtient un diplôme d’études supérieures de la Sorbonne portant sur le pasteur et poète Laurent Drelincourt (1625-1680) sous la direction de René Pintard. Après avoir obtenu le CAPES de lettres classiques (1957) et l’agrégation de grammaire (1958), il est nommé professeur au lycée Jean-Baptiste Dumas d’Alès (Gard). 
En 1965 il est assistant à la faculté des Lettres de Montpellier, où il fait toute sa carrière et dont il est professeur émérite depuis 2002.

## Thèmes de recherche
En quête d'un sujet de thèse sur Voltaire, Claude Lauriol découvre par le hasard des connaissances familiales l'existence d'un fonds d'archives privées sur La Beaumelle encore partiellement exploité. Après avoir obtenu de la famille le libre accès à ce fonds sous la seule condition d'une soutenance finale en Sorbonne, il dépose son sujet de thèse de doctorat d’État en 1964, sous la direction du professeur Jean Fabre : « Dans le mouvement des Lumières, un adversaire de Voltaire : Laurent Angliviel de La Beaumelle ». Claude Lauriol soutient sa thèse en décembre 1976 dans la salle Louis Liard de la Sorbonne, devant un jury présidé par Robert Mauzi, avec René Pomeau comme rapporteur (Jean Fabre étant décédé accidentellement le 21 août 1975), et dont les autres membres sont Jacques Proust, Jacques Van den Heuvel et Paul Vernière. Publiée l’année suivante sous le titre La Beaumelle, un protestant cévenol entre Montesquieu et Voltaire, cette recherche se voit récompensée par le prix René-Petiet de l’Académie française en 1979.
Claude Lauriol s’efforce de libérer La Beaumelle de l’image négative et injurieuse que Voltaire est parvenu à imposer de lui, que l’historiographie du XIXe siècle a consacrée et que la critique du XXe siècle prolonge (voir notamment l'annotation de l'édition Besterman de la Correspondance de Voltaire). Il s’agit non de « réhabiliter » La Beaumelle, mais de lui restituer sa place singulière parmi les hommes de lettres de son temps. Cette approche authentiquement historienne l’amène à rejoindre l’équipe « Voltaire en son temps » que dirige René Pomeau et à contribuer à l'édition de plusieurs tomes des Œuvres complètes de Voltaire.
Sa thèse d’État a permis à Claude Lauriol d’étudier avec précision les trente premières années de la vie de La Beaumelle. Il a lu et analysé sa production imprimée, mais aussi son abondante correspondance conservée dans le fonds familial ainsi que tout ce qui a pu être écrit sur lui en son temps et par la suite. Déférant à l’avis de son directeur de thèse qui s'inquiétait de la surabondance de la matière, il arrête sa thèse au moment où La Beaumelle est exilé en Languedoc après sa seconde incarcération à la Bastille (septembre 1757). Un « Appendice » d’une quinzaine de pages survole la période 1757-1773, balisant le chantier des travaux restant à mener. 
Les années qui suivent lui permettent d’approfondir certains aspects relatifs à la vie et à l’œuvre du jeune La Beaumelle, mais aussi d’explorer plusieurs aspects de la période languedocienne ultérieure. Les trente communications de colloques et articles rédigés durant la période 1974-2003 se trouvent réunis dans le volume d’Études sur La Beaumelle paru en 2008. 
Claude Lauriol étudie aussi les rapports complexes qu'entretiennent les protestants de France dans leur combat pour obtenir la tolérance civile avec les grandes œuvres des philosophes français telles que De l'Esprit des lois ou Le Siècle de Louis XIV. Ils leur reprochent de fournir des arguments à leurs adversaires en soulignant leur « esprit républicain » qui en ferait des rebelles à la monarchie alors qu'ils lui sont indéfectiblement attachés. 
Entre-temps, Claude Lauriol s’est lancé, avec Hubert Angliviel de La Beaumelle, vite rejoints par Hubert Bost, dans la vaste entreprise de la publication de la « correspondance générale de La Beaumelle » : toutes les lettres connues de ou à La Beaumelle – l’essentiel du fonds est conservé dans les archives familiales, mais on en trouve aussi dans des bibliothèques et fonds d'archives en France, au Danemark, en Suisse, en Allemagne, aux États-Unis, les extraits de lettres où il est question de lui, et un grand nombre de documents (articles de journaux, comptes rendus d’ouvrages dans les périodiques, textes polémiques, essais littéraires, documents officiels, comptes, factures, etc.) qui éclairent la lecture des lettres et en illustrent l’annotation. Cette édition apporte en particulier des éléments documentaires qui renouvellent significativement la connaissance du protestantisme français du XVIIIe siècle.

## Engagements
À ces travaux de recherche s’ajoutent des engagements dans le milieu universitaire et politique. Claude Lauriol est vice-président du conseil d’administration de l’université Paul-Valéry-Montpellier-III de 1982 à 1989, université dont il est nommé administrateur provisoire en 1990. De 1986 à 1998, il codirige avec Georges Dulac le Centre d’études du XVIIIe siècle (UMR 5050) dont Jacques Proust avait posé les fondements en 1974. Il est également secrétaire général de la Société française d’étude du XVIIIe siècle (SFEDS) de 1995 à 2001, et président du comité d’organisation et du comité scientifique du XIIe congrès mondial de la Société internationale d’étude du XVIIIe siècle (« Sciences, techniques et cultures au XVIIIe siècle », Montpellier, juillet 2007).
Claude Lauriol est maire du Pont-de-Montvert de 1971 à 1995 et conseiller général (PS) de la Lozère de 1973 à 1991. 

## Publications

### Ouvrages
- La Beaumelle, un protestant cévenol entre Montesquieu et Voltaire, Genève, Droz, 1978, 602 p.
- Études sur La Beaumelle, Paris, Champion, 2008, 543 p. (ISBN 978-2-7453-1664-6)

### Éditions de textes ou de sources
- Voltaire, Les Guèbres ou la Tolérance, Editions Espace 34, 1994.
- La Beaumelle, « Suite de la Défense de L’Esprit des lois (1751). Texte établi par C. Lauriol, introduit et annoté par G. Susong », dans La Beaumelle et le « montesquieusisme ». Contribution à l’étude de la réception de l'Esprit des lois, Naples, Paris et Oxford, Liguori Editore, Universitas et Voltaire Foundation, 1996, p. 95-157.
- La Beaumelle, Mes Pensées ou Le qu’en dira-t-on ? Édition critique, Genève, Droz, 1997.
- Voltaire, Œuvres complètes, t. 32B : « Mémoires sur La Beaumelle ». Édition critique, Oxford, Voltaire Foundation, 2007, p. 253-274.
- Voltaire, Œuvres complètes, t. 32C : « Supplément au Siècle de Louis XIV ». Édition critique, Oxford, Voltaire Foundation, 2012.
- Voltaire, Œuvres complètes, t. 65A : « Œuvres de 1767-1768 ». Édition par C. Lauriol et Roland Mortier, Oxford, Voltaire Foundation, 2011.
- Coéd. avec Hubert Bost Entre Désert et Europe, le pasteur Antoine Court (1695-1760), Paris, Champion, 1998.
- Codir. avec Hubert Bost et Hubert Angliviel de La Beaumelle, Correspondance générale de La Beaumelle (1726-1773), Oxford, Voltaire Foundation (18 tomes)
  - t. I : 1726-1747 (2005)
  - t. II : avril 1747 – juillet 1749 (2006)
  - t. III : août 1749 – février 1751 (2007)
  - t. IV : mars 1751 – avril 1752 (2008)
  - t. V : mai 1752 – avril 1753 (2009)
  - t. VI : 15 avril 1753 – 21 janvier 1754 (2010)
  - t. VII : 22 janvier 1754 – 18 octobre 1754 (2011)
  - t. VIII : 20 octobre 1754 – 30 juin 1755 (2012)
  - t. IX : 1er juillet 1755 – fin janvier 1756 (2013)
  - t. X : 4 février – 30 décembre 1756 (2014)
  - t. XI : janvier – décembre 1757 (2015)
  - t. XII : janvier 1758 – août 1759 (2016)
  - t. XIII : août 1759 – février 1761 (2017)
  - t. XIV : mars 1761 – décembre 1763 (2018)
  - t. XV : janvier 1764 – décembre 1766 (2019)
  - t. XVI : janvier 1767 – août 1769 (2021)
  - t. XVII : septembre 1769 – 1er août 1772 (2022)
  - t. XVIII : 1er août 1772 – décembre 1778 (2024).

Les t. XVI à XVIII ont été publiés aux éditions Champion (Paris). Cette édition a reçu le prix Édouard-Bonnefous de l'Institut de France en 2013.

## Distinctions
- Chevalier de l'ordre national du Mérite
- Officier de l'ordre des Palmes académiques